# Sofija Chotek
Sophie Maria Josephine Albina Chotek grofica von Chotkova und Wognin (Stuttgart, 1. ožujka 1868. - Sarajevo, 28. lipnja 1914.), potomak je poznate češke aristokratske obitelji, a kasnije supruga u morgantskom braku s austrijskim nadvojvodom Franjom Ferdinandom s kojim je imala troje djece. Imala je titulu Vojvotkinja od Höhenberga. Ubijena je zajedno sa suprugom, 28. lipnja 1914. godine, u sarajevskom atentatu. Poslije njihove smrti djeca nisu imala pravo naslijediti ni titule ni druge povlastice po pravu naslijeđa Habsburga već isključivo Hohenberga.